# Nudum ius
Der Rechtsbegriff nudum ius, lat. für „nacktes Recht“, bezeichnet ein Recht, welches inhaltlich völlig entleert ist. Es besteht zwar noch formal, vermittelt dem Inhaber aber keine subjektiven Befugnisse mehr. Der Begriff wurde bereits im römischen Recht verwendet (nudum ius quiritium).
So kann im Privatrecht das Eigentum zu einem nudum ius werden, wenn der Herausgabeanspruch gegen den Besitzer verjährt ist, aber keine Ersitzung eintritt. Ein Beispiel im deutschen Recht: Der Eigentümer behält zwar sein Eigentum über das vor über 30 Jahren gestohlene Fahrrad, das der Dieb seither in seinem Besitz hat, kann es aber nicht herausverlangen, weil sein Herausgabeanspruch (§ 985 BGB) nach 30 Jahren verjährt (§ 197 Abs. 1 Nr. 1 BGB) und somit nicht mehr durchsetzbar ist (§ 214 BGB). Der Dieb (als tatsächlicher Besitzer) andererseits kann aufgrund seiner Bösgläubigkeit bei Besitzverschaffung kein Eigentum durch Ersitzung erlangen (§ 937 Abs. 1, Abs. 2 BGB). Der formalen Position des Eigentums entspricht keinerlei Nutzungsmöglichkeit mehr.
Ein Recht kann auch durch den Eingriff des Gesetzgebers ausgehöhlt werden. Wird beispielsweise einem Grundstückseigentümer kraft Gesetzes verboten, sein Grundstück in jedweder Art und Weise zu nutzen, es zu bebauen, zu betreten oder dergleichen, so hat sein Eigentum nur noch theoretische Natur: Zwar entzieht ihm das entsprechende Gesetz formal nicht seine Eigentümerstellung, er kann aber mit seinem dinglichen Recht Eigentum nicht mehr schalten und walten wie er will. Gerade dies ist aber der typische Inhalt des Eigentumsrechtes, wie in § 903 BGB zum Ausdruck bringt. Das Eigentumsrecht am Grundstück ist in diesem Fall zu einem nudum ius „degeneriert“. Zumeist greifen jedoch Regeln der Enteignungsentschädigung.

## Sonstiges
- Latein im Recht